# Wencke Myhre

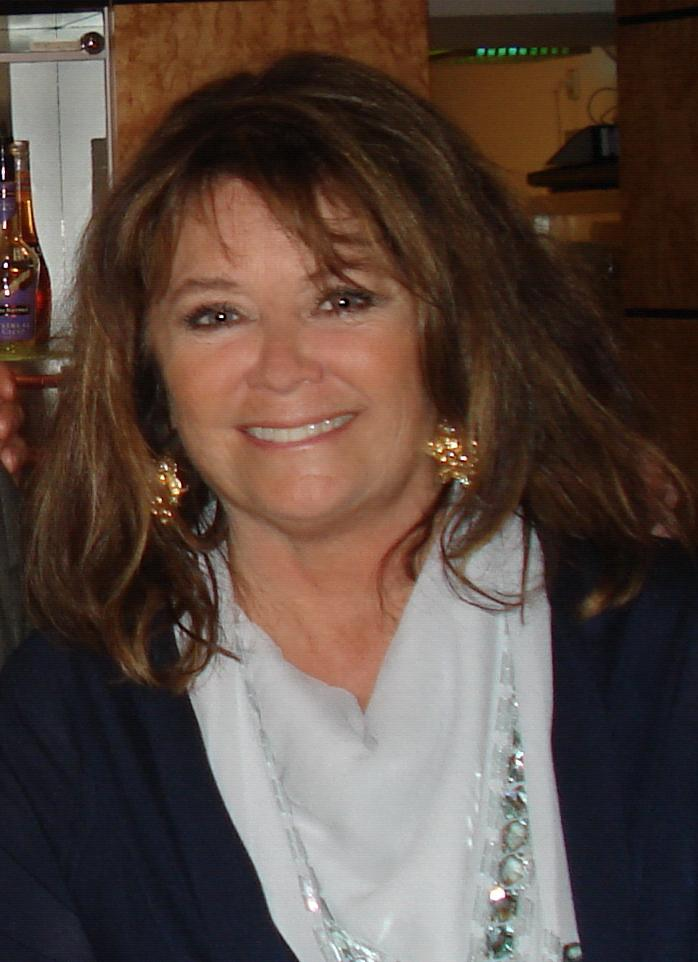
Wencke Myhre in Erfurt, Mai 2009

Wencke Myhre (* 15. Februar 1947 als Wenche [im Norwegischen als Wencke gesprochen] Synnøve Myhre in Oslo-Kjelsås) ist eine norwegische Schlagersängerin, Entertainerin und Schauspielerin. Sie ist seit den 1960er Jahren mit Liedern in norwegischer, deutscher, schwedischer, dänischer und englischer Sprache erfolgreich.

## Leben und Karriere

### 1954–1964: Frühe Jahre und erste Erfolge
Ihren ersten öffentlichen Auftritt hatte Wencke Myhre 1954 in Oslo mit ihrem Vater Kjell und ihrem Bruder Reidar. 1960 gewann sie beim Talentwettbewerb Chat Noir in Oslo den ersten Preis. Daraufhin erhielt sie vom Komponisten und Produzenten Arne Bendiksen an ihrem 13. Geburtstag einen Plattenvertrag. Ihr Fernsehdebüt hatte sie bereits ein Jahr später in der NRK-Sendung En runde på Rondo. 1963 folgte ihr Filmdebüt in Elskere (Die Liebenden). Seitdem war sie in den norwegischen Musik-Charts oft vertreten. Der NDR holte sie 1964 zu ihrem ersten deutschen Fernsehauftritt in die beliebte Vorabendsendung Aktuelle Schaubude. In dem Jahr erschien auch ihre erste deutsche Schallplatte, Hey, kennt ihr schon meinen Peter?, bei Polydor.
Für ihr norwegischspraches Lied Gi meg en Cowboy til mann (Ich will ’nen Cowboy als Mann), das 1963 von Gitte Hænning auf Deutsch gesungen worden war, erhielt sie ihre erste Goldene Schallplatte. 1964 startete man mit Myhre als Zugpferd eine Spendenaktion, mit deren Erlös eine Kinderklinik in Gaza eröffnet wurde. Bei den Einweihungsfeierlichkeiten lernte sie ihren ersten Ehemann, Torben Friis-Møller, kennen.

### Schlagersängerin in Deutschland (ab ca. 1965)
1965 siegte sie beim internationalen Schlagerfestival der Ostseeländer in Rostock und belegte bei den renommierten deutschen Schlager-Festspielen in Baden-Baden den zweiten Platz mit dem Titel Sprich nicht drüber. Bei den deutschen Schlager-Festspielen 1966 wurde Myhre mit dem Schlager Beiß nicht gleich in jeden Apfel Siegerin. Es war ihr endgültiger Durchbruch auf dem deutschen Schlagermarkt. Im selben Jahr erschien unter dem Titel Wencke Myhre ihre erste deutschsprachige Langspielplatte. Zur Nordischen Skiweltmeisterschaft 1966 steuerte sie den offiziellen WM-Song Vinter og sne (dt. „Winter und Schnee“) bei.
Es folgten weitere deutsche Hits und 1968 die Teilnahme am Grand Prix Eurovision de la Chanson (Eurovision Song Contest) mit dem Lied Ein Hoch der Liebe (6. Platz). Ende der 1960er Jahre gehörte sie zu den Topstars und Teenager-Idolen in Deutschland. So erhielt sie zwischen 1966 und 1969 fünf Bravo Ottos (1966 und 1970 in Bronze, 1967 und 1968 in Gold, 1969 in Silber). Sie war häufig Gast in Musikshows des deutschen Fernsehens und trat mit Peter Alexander, Udo Jürgens und vielen anderen Showgrößen auf. 1970 erhielt sie die Hauptrolle in ihrem einzigen deutschen Spielfilm, Unsere Pauker gehen in die Luft.
Ab 1974 hatte sie im ZDF ihre erste eigene Fernsehshow, Das ist meine Welt, geschrieben von Hans Hubberten, in der sie, musikalisch begleitet, Reisen in andere Länder unternahm. Am 29. Januar 1976 erreichte sie mit ihrer Show eine Einschaltquote von 54 Prozent. 1977 erhielt sie die Goldene Kamera als beliebtester weiblicher Showstar.
Ende der 1970er Jahre ließ mit dem Wandel des Musikgeschmacks Myhres Erfolg nach, es wurden seltener Neuaufnahmen von ihr veröffentlicht, und sie erreichte keine Chart-Platzierungen mehr, die an die Zeit um 1970 heranreichten. Dennoch trat sie im Oldie-Shows insbesondere ab den 1990er Jahren öfter auf, und ihre frühen Erfolge, vor allem Er hat ein knallrotes Gummiboot und Er steht im Tor, entwickelten sich zu gern gespielten Partyliedern. Myhres Comeback auf der deutschen Showbühne gelang in den 2000er Jahren zusammen mit den Sängerinnen Gitte Hænning und Siw Malmkvist.

### Seit 2004: Weitere Karriere

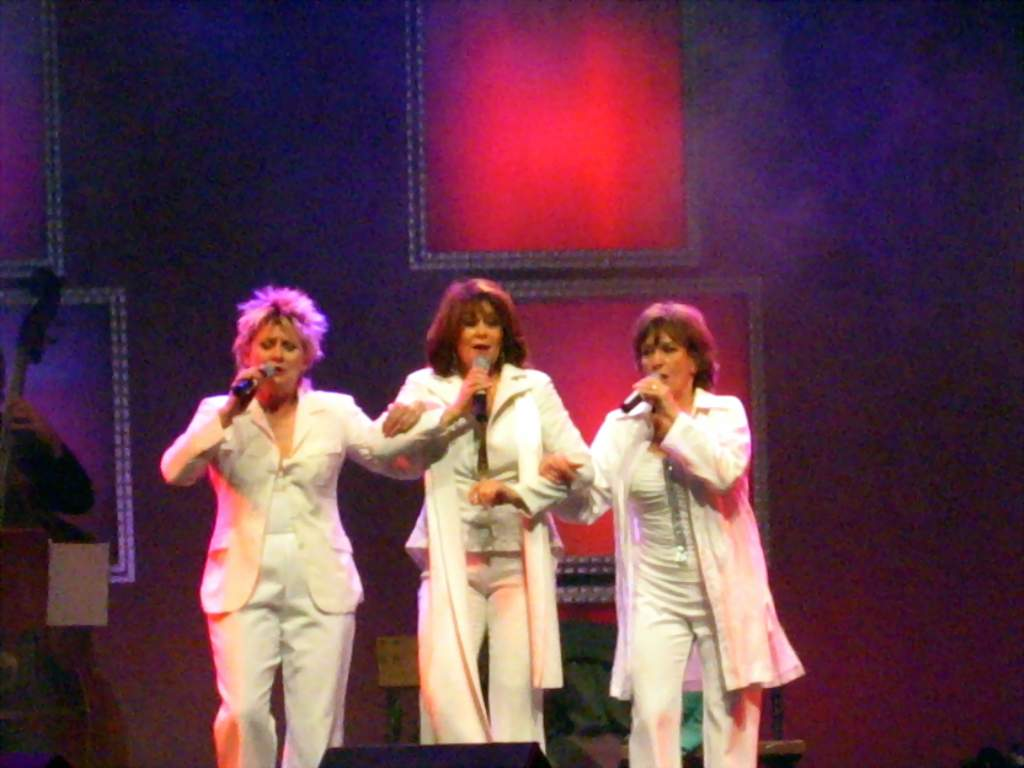
„Gitte, Wencke, Siw – Die Show“ 2005 in Frankfurt

Von 2004 bis Ende 2007 tourte Myhre mit den beiden anderen in Deutschland berühmten Schlagerstars aus Skandinavien, Gitte Hænning und Siw Malmkvist, mit dem Programm Gitte, Wencke, Siw – Die Show durch Deutschland. Nach wochenlangen Auftritten im Theaterzelt „Tipi am Kanzleramt“ in Berlin folgte eine bundesweite Tournee, während der die Sängerinnen neben einigen alten Hits auch ihre eher unbekannten musikalischen Seiten zeigten. Die Show wurde über 500 Mal in Deutschland, Österreich und der Schweiz gespielt. Die dazu erschienene Live-CD erreichte die Top 100 der CD/LP-Charts. Hierfür erhielten sie 2004 gemeinsam die Goldene Stimmgabel (Platin-Sonderpreis).
Am 31. Januar 2009 nahm Myhre am zweiten Halbfinale des norwegischen Melodi Grand Prix teil. Sie scheiterte mit dem Lied Alt har en mening nå (dt. „Jetzt macht alles Sinn“) in der Vorrunde des norwegischen Vorentscheids. Im März 2010 veröffentlichte Myhre ihr erstes Studioalbum seit acht Jahren mit dem Titel Eingeliebt, ausgeliebt, an dem vier Jahre gearbeitet worden war.
Am 1. Juni 2011 wurde im Rockheim, dem norwegischen Nationalmuseum für Rock und Pop in Trondheim, eine Ausstellung unter dem Titel Wenches verden (dt. „Wenckes Welt“) eröffnet. Damit ist sie die erste Künstlerin, der in diesem Museum eine ganze Ausstellung gewidmet wurde. Das norwegische Königspaar Harald V. und Sonja eröffnete die Ausstellung.
Im Februar 2014 feierte Myhre in Drammen bei Oslo vor ausverkauftem Haus ihr 60-jähriges Bühnenjubiläum. 2019 trat sie an der Seite von Katharina Schüttler und Ulrike Kriener in dem ZDF-Weihnachtsfilm Weihnachten im Schnee in der Rolle der singenden Vermieterin Finja Lund als Schauspielerin in Erscheinung.
Im November 2021 erhielt Myhre das Bundesverdienstkreuz aus der Hand des deutschen Bundespräsidenten Frank-Walter Steinmeier bei dessen Staatsbesuch in Norwegen in Oslo. In seiner Laudatio wies er darauf hin, dass Myhre seit den 1960er Jahren mit ihrem künstlerischen Werk eine Brücke zwischen Norwegen und Deutschland geschlagen habe. Außerdem habe sie sich mit Öffentlichmachung ihrer Brustkrebserkrankung dafür eingesetzt, dass Krebs kein Tabuthema mehr sei. Myhre erwiderte, dass Deutschland zu ihrer zweiten Heimat geworden sei und sie diese Auszeichnung für immer in ihrem Herzen tragen werde.

### Privates
Wencke Myhre war dreimal verheiratet. Aus ihrer ersten Ehe mit dem dänischen Zahnarzt Torben Friis-Møller stammen drei ihrer Kinder: Kim (* 1971), Dan (* 1973) und Fam (* 1975). Ab 1980 war sie mit dem deutschen Regisseur Michael Pfleghar verheiratet, der sich 1991 das Leben nahm. Der gemeinsame Sohn Michael wurde 1982 geboren; er ist ebenfalls im Showgeschäft tätig. Von 1995 bis 1999 war sie schließlich mit dem Hotelier Arthur Buchardt verheiratet. Seit mehreren Jahren ist sie mit dem Musiker Anders Eljas liiert.
Im August 2010 gab Wencke Myhre bekannt, dass sie an Brustkrebs erkrankt war.
2013 erschien ihre Autobiografie Die Wencke im Schwarzkopf & Schwarzkopf Verlag.

## Diskografie

### Deutschsprachige Veröffentlichungen

#### Studioalben
- 1966: Wencke Myhre
- 1969: Abendstunde hat Gold im Munde
- 1971: Ra-Ta-Ta
- 1972: Ich könnte ohne die Liebe nicht leben
- 1974: Das ist meine Welt
- 1977: 77
- 1978: Album
- 1979: So bin ich
- 1980: Leben
- 1994: Und ich will Liebe
- 1996: Wenckes Weihnachten – Wencke Myhre
- 2002: Viva la Diva
- 2005: Let’s Swing – Stars im Big-Band-Sound – Simone, Karel Gott, Wencke Myhre, Semino Rossi, Francine Jordi + SWR Big Band
- 2010: Eingeliebt – ausgeliebt

#### Livealben
| Jahr | Titel                                                                       | Höchstplatzierung, Gesamtwochen, AuszeichnungChartsChartplatzierungen (Jahr, Titel, Platzierungen, Wochen, Auszeichnungen, Anmerkungen) | Anmerkungen |
| Jahr | Titel                                                                       | DE | Anmerkungen |
| ---- | --------------------------------------------------------------------------- | --- | ----------- |
| 2005 | Gitte, Wencke, Siw – Die Show – Wencke Myhre, Gitte Haenning, Siw Malmkvist | DE100 (1 Wo.)DE |             |

Weitere Livealben
- 2009: Live 2008 – Wencke Myhre

#### Kompilationen
- 1971: Unsere Pauker geh’n in die Luft – Chris Roberts + Wencke Myhre
- 1971: Happy Wencke
- 1976: Das wär’ John nie passiert
- 2003: Ein Hoch der Liebe (2 CD)
- 2008: Ihre großen Erfolge
- 2024: Gute Jahre: Das Beste und viel mehr... (2 CD)

#### Singles
| Jahr | Titel Album                                    | Höchstplatzierung, Gesamtwochen, AuszeichnungChartplatzierungen (Jahr, Titel, Album, Platzierungen, Wochen, Auszeichnungen, Anmerkungen) | Höchstplatzierung, Gesamtwochen, AuszeichnungChartplatzierungen (Jahr, Titel, Album, Platzierungen, Wochen, Auszeichnungen, Anmerkungen) | Anmerkungen                                                                                  |
| Jahr | Titel Album                                    | DE | AT | Anmerkungen                                                                                  |
| ---- | ---------------------------------------------- | --- | --- | -------------------------------------------------------------------------------------------- |
| 1964 | Ja, ich weiß, wen ich will Minner              | DE49 (9 Wo.)DE | — | B-Seite: Hey, kennt ihr schon meinen Peter                                                   |
| 1965 | Sprich nicht drüber –                          | DE5 (16 Wo.)DE | — | 2. Preis Deutsche Schlager-Festspiele 1965 B-Seite: Wann fängt bei dir die Liebe an?         |
| 1966 | Weißes Tuch im blauen Jackett –                | DE26 (9 Wo.)DE | — | B-Seite: Jenny und Jonny                                                                     |
| 1966 | Beiß nicht gleich in jeden Apfel –             | DE6 (13 Wo.)DE | AT8 (8 Wo.)AT | Platz 1 Deutsche Schlager-Festspiele 1966 Kurhaus Baden-Baden 1966-06-25, B-Seite: Singen... |
| 1966 | Wer hat ihn geseh’n? –                         | DE34 (9 Wo.)DE | — |                                                                                              |
| 1967 | Komm allein Wencke Myhre                       | DE9 (21 Wo.)DE | AT3 (16 Wo.)AT |                                                                                              |
| 1968 | Ein Hoch der Liebe Wencke Myhre                | DE18 (9 Wo.)DE | AT17 (5 Wo.)AT | 6. Platz Eurovision Song Contest 1968, B-Seite: Jägerlatein                                  |
| 1968 | Flower-Power-Kleid Wencke Myhre                | DE17 (10 Wo.)DE | AT16 (8 Wo.)AT | B-Seite: Wenn das Wörtchen Wenn nicht wär'                                                   |
| 1968 | Die Liebe im allgemeinen Wencke Myhre          | DE30 (9 Wo.)DE | — |                                                                                              |
| 1969 | Er steht im Tor –                              | DE4 (20 Wo.)DE | AT3 (12 Wo.)AT | B-Seite: Der Kaiser von China                                                                |
| 1969 | Abendstunde hat Gold im Munde Abendstunde      | DE36 (3 Wo.)DE | — |                                                                                              |
| 1970 | Wo hast du denn die schönen blauen Augen her – | — | AT14 (4 Wo.)AT |                                                                                              |
| 1970 | Er hat ein knallrotes Gummiboot –              | DE21 (11 Wo.)DE | AT16 (8 Wo.)AT | B-Seite: Eine neue Welt                                                                      |
| 1971 | Der Mann auf dem Zehnmarkschein –              | DE41 (3 Wo.)DE | — |                                                                                              |
| 1976 | Das wär John nie passiert                      | DE44 (3 Wo.)DE | — |                                                                                              |
| 1977 | Eine Mark für Charly So bin ich                | DE28 (17 Wo.)DE | AT9 (8 Wo.)AT |                                                                                              |
| 1978 | Laß mein Knie, Joe So bin ich                  | DE16 (12 Wo.)DE | — |                                                                                              |

Weitere Singles
- 1965: Geht ein Boy vorbei
- 1965: Alle Mädchen träumen gern
- 1966: Ich schau dich an
- 1967: Alle Männer alle
- 1970: So eine Liebe gibt es einmal nur
- 1971: Kasimir
- 1972: Ich könnte ohne die Liebe nicht leben
- 1972: Das beste Pferd im Stall
- 1973: Baden mit und ohne
- 1974: Reden ist Silber – Küssen ist Gold
- 1975: Erst beim Tango werd’ ich richtig munter
- 1976: Ein Sonntag im Bett
- 1977: Viva Maria
- 1977: Jemand wartet auf dich (Bernard und Bianca)
- 1978: Breite uns’re Decke aus
- 1979: Verschenkter Sommer
- 1980: Die Nacht, in der ich mich verlor
- 1981: Oh no no
- 1981: Böse Buben
- 1983: Wir beide gegen den Wind
- 1983: In San Marino
- 1985: Keep Smiling
- 1985: Die Nacht als der Himmel Feuer fing
- 1993: Wer die Augen schließt (wird nie die Wahrheit seh’n) (als Teil von Mut zur Menschlichkeit)
- 1993: Wenn Gott eine Frau wär
- 1994: Vergeben vergessen
- 1995: Wo bleibt die Zärtlichkeit
- 2004: Willst du immer noch mit mir ausgeh’n
- 2005: Manchmal wein ich heimlich
- 2004: Der Wind schreibt Lieder
- 2008: Wir leben (Live im Gewandhaus Leipzig)
- 2010: Eingeliebt, ausgeliebt
- 2010: Dein Herz, mein Herz[12]
- 2010: Diese Welt ist so schön
- 2011: Wir haben uns

### Norwegischsprachige Veröffentlichungen

#### Alben
| Jahr | Titel                 | Höchstplatzierung, Gesamtwochen, AuszeichnungChartsChartplatzierungen (Jahr, Titel, Platzierungen, Wochen, Auszeichnungen, Anmerkungen) | Anmerkungen |
| Jahr | Titel                 | NO | Anmerkungen |
| ---- | --------------------- | --- | ----------- |
| 1967 | Love A Go-Go          | NO10 (20 Wo.)NO |             |
| 1983 | Vi lever              | NO9 (8 Wo.)NO |             |
| 1991 | Wenches jul           | NO12 (1 Wo.)NO |             |
| 1997 | Wenches beste 1960-97 | NO21 (2 Wo.)NO |             |
| 2001 | Du og jeg og vi to    | NO40 (1 Wo.)NO |             |

Weitere Alben
- 1963: Wenche Myhre
- 1964: La meg være ung

#### Singles
| Jahr | Titel Album                                | Höchstplatzierung, Gesamtwochen, AuszeichnungChartsChartplatzierungen (Jahr, Titel, Album, Platzierungen, Wochen, Auszeichnungen, Anmerkungen) | Anmerkungen |
| Jahr | Titel Album                                | NO | Anmerkungen |
| ---- | ------------------------------------------ | --- | ----------- |
| 1963 | Tenk så deilig det skal bli Wenche Myhre   | NO8 (3 Wo.)NO |             |
| 1963 | Ei snerten snelle Wenche Myhre             | NO5 (10 Wo.)NO |             |
| 1963 | Bli med ut og fisk Wenche Myhre            | NO8 (1 Wo.)NO |             |
| 1963 | Gi meg en cowboy til mann Wenche Myhre     | NO1 (17 Wo.)NO |             |
| 1964 | Jeg går på skole La meg være ung           | NO3 (9 Wo.)NO |             |
| 1964 | La meg være ung                            | NO1 (15 Wo.)NO |             |
| 1964 | Jeg vet hva jeg vil La meg være ung        | NO5 (8 Wo.)NO |             |
| 1964 | Jeg marsjerer ved din side La meg være ung | NO4 (16 Wo.)NO |             |
| 1965 | Å-å-å sheriff –                            | NO6 (8 Wo.)NO |             |
| 1967 | Love a’ Gogo –                             | NO7 (4 Wo.)NO |             |
| 1972 | Jeg og du og vi to –                       | NO1 (29 Wo.)NO |             |

## Filmografie
- 1963: Elskere
- 1970: Unsere Pauker gehen in die Luft
- 1977: Bernard und Bianca – Die Mäusepolizei (Solist Gesang, auf der deutschen, dänischen und schwedischen Fassung)
- 1979: Wencke, Udo und der blaue Diamant
- 1992: Das Traumschiff: Norwegen
- 2009: Ein Mann, ein Fjord!
- 2019: Weihnachten im Schnee
- 2020: Asphalt Burning
- 2021: Rote Rosen (Gaststar als Tante Jonna in 10 Folgen)